# Convent de Sant Francesc (Calaf)

El Convent de Sant Francesc és un edifici davant l'Estació de Calaf, el convent de Sant Francesc ocupa el solar de l'antic Priorat Canonical de Sant Jaume de Calaf. Erigit el 1069 com a filial de l'abadia canonical de Sant Vicenç de Cardona.

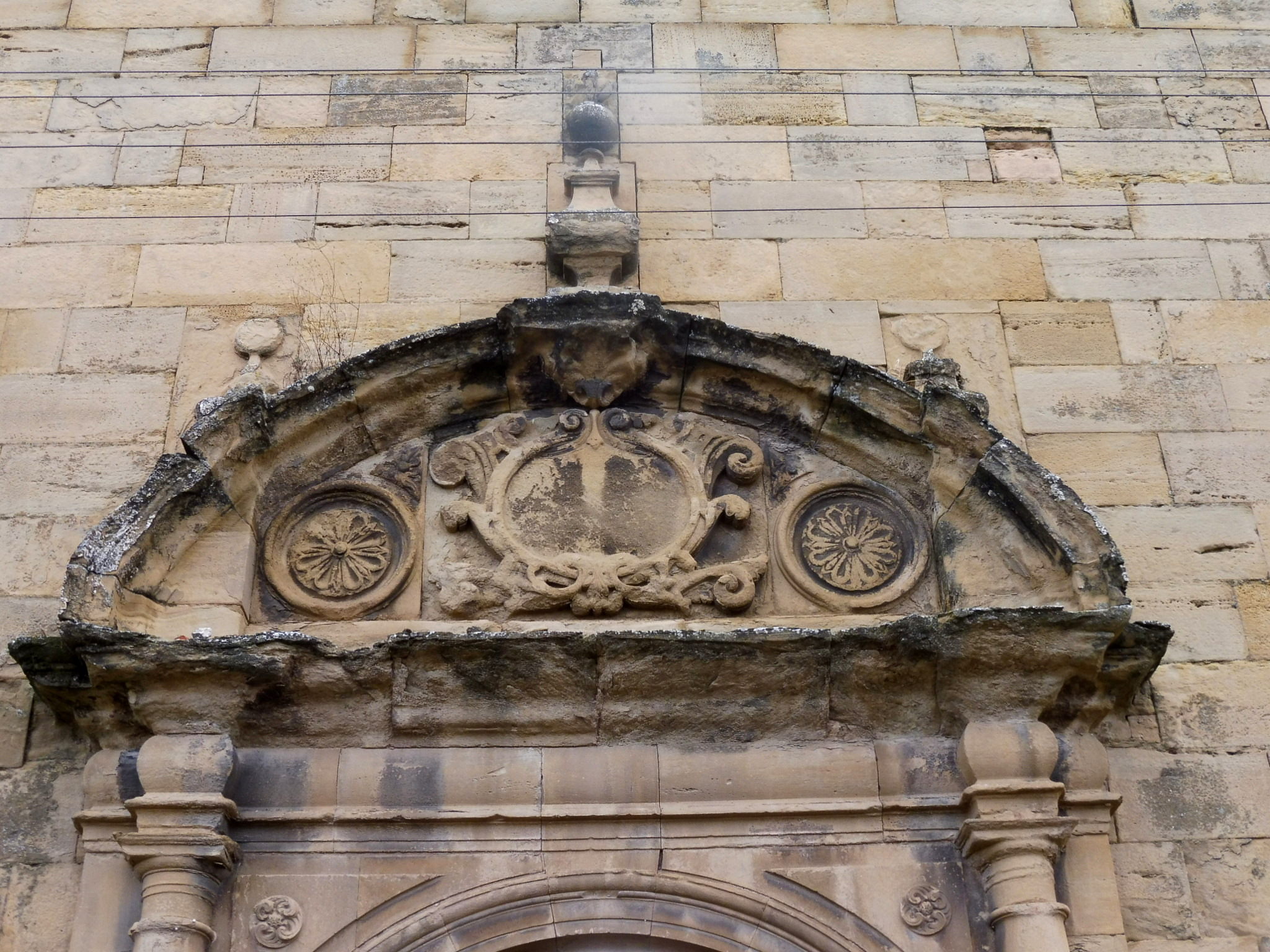
Detall da portada

 Fou construït pels frares franciscans, entre els anys 1715 i 1729 i l'església fou acabada al voltant del 1750. El convent fou exclaustrat el 1822 —durant el Trienni Liberal— i definitivament el 1835, i l'edifici fou venut a particulars. Fou abandonat el 1939, quan s'inaugura la nova església parroquial a la plaça.
Té una arquitectura típicament monacal, d'edificis disposats al voltant del claustre, el qual és d'estil barroc de tendència classicista. Es conserva la façana de l'església, encara que l'interior fa temps que ha perdut les seves voltes. L'església és construïda amb pedra saulonenca, ben treballada i ben escairada, mentre que la resta d'edificis conventuals són fets d'obra més tosca i més popular. Es conserva el claustre i algunes dependències que eren utilitzades com a habitatge particular.